# Impianto valvolare aortico transcatetere
L'impianto valvolare aortico transcatetere (TAVI) in inglese transcatheter aortic valve implantation, o transcatheter aortic valve replacement (TAVR), è una tecnica della cardiologia interventistica che permette l'impianto della valvola aortica con approccio percutaneo in alternativa alla sostituzione con intervento cardiochirurgico. L'accesso arterioso è generalmente per via transfemorale, seguito da quello per via trans-succlavia. Qualora vi fossero difficoltà nell'accesso arterioso, in una minoranza di casi, è possibile effettuare un impianto per via trans-apicale del ventricolo sinistro o direttamente con tecnica mininvasiva, per via trans-aortica con incisione sulla parete aortica.
La prima TAVI è stata eseguita il 16 aprile 2002 da Alain Cribier. Tale procedura divenne ben presto una valida alternativa all'intervento classico nei pazienti ad alto rischio con stenosi aortica severa.
Tra le valvole al momento in commercio ricordiamo la Corevalve e la Evolut Medtronic, la Boston Scientific Lotus, la St Jude Medical Portico e la Jenavalve.

## Indicazioni all'impianto
Le protesi transcatetere possono essere impiantate attraverso una delle seguenti vie di accesso: transfemorale, transascellare, transcarotidea e transapicale.
La casistica, seppur recente, è fornita da numerosi registri e da un solo studio randomizzato, il PARTNER. L'indicazione alla metodica era pressoché riservata a quei pazienti esclusi dall'intervento di sostituzione classico per comorbidità associate a un rischio preintervento di morte a un mese o di grave deficit postoperatorio irreversibile, in una quota almeno del 50%. Lo studio PARTNER prevedeva un gruppo di controllo in trattamento medico e un gruppo di soggetti sottoposto a impianto: la sopravvivenza a un anno era del 20% in più rispetto al gruppo di controllo. Un secondo braccio del trial considerò pazienti ad alto rischio chirurgico al trattamento standard vs TAVI documentando una mortalità a un anno sovrapponibile nei due gruppi.
Recentemente l'indicazione alla TAVI viene considerata nei pazienti anziani con un EUROscore (acronimo di European System for Cardiac Operative Risk Evaluation) superiore a 10-15 oppure con un EUROscore inferiore, ma con pazienti con controindicazioni assolute alla cardiochirurgia. Tale score utilizza informazioni cliniche (età, sesso, patologie polmonari, coronaropatie, alterazioni renali e neurologiche), emodinamiche (funzione ventricolare sinistra) e tipologia dell'intervento (intervento pregresso o intervento in urgenza): la semplicità di raccolta dei dati ha permesso un'ampia diffusione nelle cardiochirurgie.
L'EUROscore nei pazienti sottoposti a TAVI varia notevolmente a seconda del registro di riferimento; da 28 nel registro belga, si passa a 22 in quello italiano e a 18 in quello britannico.

## Prognosi
Nei pazienti considerati troppo ad alto rischio per la chirurgia a cuore aperto, la TAVI riduce significativamente i tassi di mortalità e i sintomi cardiaci.
Le ultime linee guida europee sulle valvulopatie (2021 ESC/EACTS Guidelines for the management of valvular heart disease) contemplano la possibilità di candidare un paziente a TAVI con un’età ≥ 75 anni o ad alto rischio per trattamento chirurgico di sostituzione valvolare aortica (STS-PROM/ EuroSCORE II > 8%).
La giustificazione per le raccomandazioni basate sull’età è che le sostituzioni chirurgiche della valvola aortica sono conosciute per la loro durata a lungo termine (con una durata media di 20 anni), quindi le persone con un'aspettativa di vita più lunga sarebbero a maggior rischio se la durabilità della TAVI fosse inferiore rispetto alla chirurgia. Al momento non conosciamo la durata reale delle valvole impiantate per via transcatetere.
I principali studi randomizzati pubblicati negli ultimi 10 anni sono i seguenti:
Lo studio PARTNER 1A, primo trial randomizzato pubblicato su Lancet nel 2015, arruolando 699 ha evidenziato dopo un follow up di 5 anni che nei pazienti con stenosi aortica severa e alto rischio chirurgico la TAVI può essere considerata un’alternativa alla chirurgia tradizionale.
Lo studio COREVALVE, trial randomizzato pubblicato nel 2018 sul Journal of the American College of Cardiology, con un arruolamento di 797 pazienti con stenosi aortica severa e alto rischio chirurgico ha evidenziato a distanza di 5 anni un simile tasso di sopravvivenza e stroke dopo TAVI e chirurgia.
Lo studio PARTNER 2A, trial randomizzato pubblicato sul New England Journal of Medicine nel 2020,  ha arruolato 2032 pazienti con stenosi aortica severa e rischio chirurgico intermedio. Questo ha evidenziato a 5 anni nessuna differenza nell’incidenza di morte o stroke nei pazienti sottoposti a TAVI comparati con la chirurgia tradizionale.
Lo studio SURTAVI, trial randomizzato pubblicato nel 2022 su JAMA Cardiology, ha arruolato 1660 pazienti con stenosi aortica severa e rischio chirurgico intermedio evidenziando a 5 anni simili outcome tra TAVI e chirurgia. In questo studio si è evidenziato un maggior rischio di impianto di pacemaker nei pazienti sottoposti a TAVI.
Lo studio PARTNER 3, trial randomizzato pubblicato sul New England Journal of Medicine nel 2023, con un arruolamento totale di 1000 pazienti con stenosi aortica severa e basso rischio chirurgico  ha evidenziato a 5 anni nessuna differenza significativa tra i pazienti destinati a TAVI o chirurgia.
Lo studio EVOLUT, trial randomizzato pubblicato nel 2024 sul Journal of Thoracic and Cardiovascular Surgery, ha arruolato 1414 pazienti con stenosi aortica severa e basso rischio chirurgico osservando a 4 anni favorevoli outcome per mortalità e stroke per i pazienti sottoposti a TAVI comparati con quelli sottoposti a chirurgia.
Ad oggi lo studio NOTION è quello con più lungo follow up pari a 10 anni, pubblicato nel 2024 sull’European Heart Journal.  In questo trial 280 pazienti con stenosi aortica severa e basso rischio chirurgico sono stati randomizzati a TAVI o sostituzione chirurgica dell’aorta. Da questo randomizzato è emerso che gli outcome quali mortalità per tutte le cause, stroke e infarto miocardico hanno simili effetti in entrambi i pazienti sottoposti alle 2 procedure.
Da una meta-analisi di questi studi randomizzati promossa dal gruppo INTEGRITTY è emerso che la TAVI ha un effetto protettivo nel breve periodo e questo scompare dopo due anni quando la chirurgia diviene superiore. I risultati nel breve periodo a favore della Tavi sono legati all’approccio meno invasivo, con un minor tasso di complicanze e un rapido ricovero ospedaliero. Questo risultato a breve termine non può essere confermato sul lungo periodo perché non abbiamo un follow up abbastanza lungo sulle Tavi.
Nello specifico nella meta-analisi, osservando l’endpoint composito di morte da qualsiasi causa o stroke, l’analisi dell’hazard ratio mostra la superiorità della TAVI sulla chirurgia aortica per i primi 6 mesi dopo la procedura; questo vantaggio si riduce nel tempo e la chirurgia aortica diviene superiore a 2 anni.
Per quanto riguarda la reospedalizzazione, la landmark analisi mostra un basso tasso di reospedalizzazione nei pazienti sottoposti a TAVI nei primi 6 mesi dopo la procedura. Oltre i 6 mesi, l’incidenza di reospedalizzazione favorisce i pazienti sottoposti a chirurgia aortica con un più alto tasso tra i pazienti sottoposti a TAVI.

## Risultati e complicanze della procedura
Nella popolazione piuttosto anziana sono presenti disturbi di conduzione come il blocco di branca destra, il diabete mellito, la fibrillazione atriale riportata tra il 16 e il 30%, pregresso ictus con una variazione dal 6 al 12%, e l'insufficienza renale, più spesso presente nella popolazione maschile.
La comunità internazionale per poter valutare i risultati di tale procedura ha individuato dei criteri comuni raccolti nel VARC (Valve Academic Research Consortium), che considera tra gli endpoint clinici la mortalità periprocedurale, a 30 giorni e all'anno, considerando le cause di morte cardiache ed extracardiache:
- la mortalità ospedaliera si aggira intorno allo 3,5-7%, comprendendo l'infarto miocardico acuto, gli eventi neurologici, l'embolia polmonare e secondo l'approccio procedurale (il transapicale può avere una mortalità del 10%);[27]
- l'ictus continua a essere una complicanza maggiore nella sostituzione valvolare, ma correlata all'età dei soggetti e si presenta dal 2 al 6% nella popolazione con EUROscore alto e più frequente nella popolazione femminile, più anziana;[30]
- le complicanze vascolari periferiche sono generalmente correlate al sito di accesso e all'anatomia dei vasi arteriosi: le donne presentavano complicanze maggiori, avendo i vasi più piccoli, quando i primi cateteri avevano un diametro di 22-24 French; attualmente il problema si è notevolmente ridotto con la comparsa dei cateteri 18 Fr;[27]
- i sanguinamenti maggiori sono in genere intorno al 14-19% nelle donne, contro il 7-11% negli uomini, nonostante le procedure di protezione dei vasi siano notevolmente migliorate.[11]

I risultati a distanza di tale procedura, dopo aver analizzato i parametri VARC, comportano una mortalità a tre anni di circa il 34-38% secondo i registri, comunque superiore a quella della popolazione generale. In realtà sono più frequenti le morti di origine non cardiache come l'insufficienza respiratoria, tumori, insufficienza renale e infezioni recidivanti sino alla sepsi.. L'insufficienza aortica si è dimostrata un fattore determinante e indipendente nella riduzione della sopravvivenza nel follow-up più lungo. Nei pazienti con insufficienza cardiaca, si ha un recupero buono della funzione cardiaca, come anche per l'ipertrofia e la massa ventricolare che si riducono; il miglioramento della frazione di eiezione e della funzione diastolica migliora anche la sintomatologia con la scomparsa dei sintomi limitanti l'attività quotidiana di questi pazienti.
Esistono però sistemi dedicati alla prevenzione di queste e altre complicanze come il sistema di protezione cerebrale Triguard 3 della Keystone Heart e il Sistema Sentinel di Claret Medical.
L'intervento transcatetere di sostituzione valvolare aortica (TAVI) rilascia infatti detriti embolici, comprendenti foglietti valvolari, tessuti arteriosi e ventricolari, calcificazioni, corpi estranei e trombi, che possono causare infarti cerebrali e la conseguente compromissione fisica e cognitiva dei pazienti. Il sistema Triguard 3 è un deflettore progettato per escludere, dal rischio di embolizzazione, i tre vasi arteriosi (arteria anonima, arteria carotide comune sinistra, arteria succlavia sinistra) che originano nell'arco aortico. Il sistema Sentinel invece, è un sistema a doppio filtro che va a escludere solo due dei tre vasi arteriosi. Entrambi i dispositivi catturano i detriti embolici diretti al cervello nel 90% delle procedure TAVI.
Il posizionamento del deflettore Triguard 3 e dei due filtri del sistema Sentinel richiede meno di cinque minuti e non vi sono differenze significative circa la durata o il volume del mezzo di contrasto usato durante i procedimenti TAVI.
Il deflettore Triguard 3 è fatto di polietere etere chetone (PEEK) con una porosità di 115 x 145 micron e un'area di copertura totale di 68,3 cm2. I due filtri del sistema Sentinel sono composti in poliuretano con una porosità massima di 140 micron. Entrambi i dispositivi permettono di catturare tutti i detriti potenzialmente pericolosi per il cervello, senza, però, creare blocco di flusso, una volta posizionati nelle rispettive sedi anatomiche.

## Conclusioni
Come è già stato riportato, abbiamo un unico studio clinico randomizzato, il PARTNER, e numerosi registri con follow-up di 3-5 anni. La TAVI, seppur è ancora in corso la raccolta dei dati, si può effettivamente definire un trattamento efficace nei pazienti anziani con comorbidità e controindicazioni alla cardiochirurgia classica. Si sono però evidenziate delle differenze fra il genere maschile e femminile: la mortalità intraospedaliera è sovrapponibile in entrambi assestandosi sul 3-6%, ma le donne hanno maggiori complicanze vascolari nel punto di accesso e maggiori sanguinamenti, le anziane hanno spesso disturbi della coagulazione con ACT prolungato (ACT o Tempo di Coagulazione Attivata). Le pazienti hanno però una minore incidenza di insufficienza paraprotesica dovuta all'anulus aortico più piccolo che in genere richiede valvole di diametro inferiore.
I risultati a distanza sono soddisfacenti, ma le donne hanno una sopravvivenza superiore a quella maschile senza evidenza di alterazione della protesi valvolare cardiaca. Si può concludere che la TAVI, al momento, è il trattamento di scelta per le donne anziane con stenosi aortica severa.